# Table des caractères Unicode/U2800
Cette page contient des caractères spéciaux ou non latins. S’ils s’affichent mal (▯, ?, etc.), consultez la page d’aide Unicode.
Table des caractères Unicode U+2800 à U+28FF.

## Motifs Braille
Jeu de symboles composés de tous les motifs de points disposés sur une grille 2 × 4, utilisés pour l’écriture Braille à destination des aveugles.
Ces symboles sont normalement lus à l’endroit en relief, mais tracés au poinçon à l’envers sur un papier épais (inversion droite/gauche) ; pour l’impression avec une encre en relief, l’inversion n’est pas nécessaire.
Les points de chaque motif sont conventionnellement disposés et numérotés de la façon suivante :
| Sens normal de lecture tactile de gauche à droite | 1 | 4 |   | Sens inversé pour le poinçonnage de droite à gauche | 4 | 1 |
| Sens normal de lecture tactile de gauche à droite | 2 | 5 | 5 | Sens inversé pour le poinçonnage de droite à gauche | 2 |   |
| Sens normal de lecture tactile de gauche à droite | 3 | 6 | 6 | Sens inversé pour le poinçonnage de droite à gauche | 3 |   |
| Sens normal de lecture tactile de gauche à droite | 7 | 8 | 8 | Sens inversé pour le poinçonnage de droite à gauche | 7 |   |

Normalement seuls les 64 premiers symboles (motifs composés avec les 6 points des trois rangées supérieures) sont utilisés pour l’usage courant (alphabets et chiffres de base), les motifs suivants (avec un ou deux points dans la rangée inférieure) peuvent servir pour des notations spéciales ou pour noter des abréviations. Ces symboles sont génériques, leur usage dépendant des conventions de transcription propres à chaque langue.

### Table des caractères
| en fr  | 0 | 1 | 2 | 3 | 4 | 5 | 6 | 7 | 8 | 9 | A | B | C | D | E | F |
| ------ | - | - | - | - | - | - | - | - | - | - | - | - | - | - | - | - |
| U+2800 | ⠀ | ⠁ | ⠂ | ⠃ | ⠄ | ⠅ | ⠆ | ⠇ | ⠈ | ⠉ | ⠊ | ⠋ | ⠌ | ⠍ | ⠎ | ⠏ |
| U+2810 | ⠐ | ⠑ | ⠒ | ⠓ | ⠔ | ⠕ | ⠖ | ⠗ | ⠘ | ⠙ | ⠚ | ⠛ | ⠜ | ⠝ | ⠞ | ⠟ |
| U+2820 | ⠠ | ⠡ | ⠢ | ⠣ | ⠤ | ⠥ | ⠦ | ⠧ | ⠨ | ⠩ | ⠪ | ⠫ | ⠬ | ⠭ | ⠮ | ⠯ |
| U+2830 | ⠰ | ⠱ | ⠲ | ⠳ | ⠴ | ⠵ | ⠶ | ⠷ | ⠸ | ⠹ | ⠺ | ⠻ | ⠼ | ⠽ | ⠾ | ⠿ |
| U+2840 | ⡀ | ⡁ | ⡂ | ⡃ | ⡄ | ⡅ | ⡆ | ⡇ | ⡈ | ⡉ | ⡊ | ⡋ | ⡌ | ⡍ | ⡎ | ⡏ |
| U+2850 | ⡐ | ⡑ | ⡒ | ⡓ | ⡔ | ⡕ | ⡖ | ⡗ | ⡘ | ⡙ | ⡚ | ⡛ | ⡜ | ⡝ | ⡞ | ⡟ |
| U+2860 | ⡠ | ⡡ | ⡢ | ⡣ | ⡤ | ⡥ | ⡦ | ⡧ | ⡨ | ⡩ | ⡪ | ⡫ | ⡬ | ⡭ | ⡮ | ⡯ |
| U+2870 | ⡰ | ⡱ | ⡲ | ⡳ | ⡴ | ⡵ | ⡶ | ⡷ | ⡸ | ⡹ | ⡺ | ⡻ | ⡼ | ⡽ | ⡾ | ⡿ |
| U+2880 | ⢀ | ⢁ | ⢂ | ⢃ | ⢄ | ⢅ | ⢆ | ⢇ | ⢈ | ⢉ | ⢊ | ⢋ | ⢌ | ⢍ | ⢎ | ⢏ |
| U+2890 | ⢐ | ⢑ | ⢒ | ⢓ | ⢔ | ⢕ | ⢖ | ⢗ | ⢘ | ⢙ | ⢚ | ⢛ | ⢜ | ⢝ | ⢞ | ⢟ |
| U+28A0 | ⢠ | ⢡ | ⢢ | ⢣ | ⢤ | ⢥ | ⢦ | ⢧ | ⢨ | ⢩ | ⢪ | ⢫ | ⢬ | ⢭ | ⢮ | ⢯ |
| U+28B0 | ⢰ | ⢱ | ⢲ | ⢳ | ⢴ | ⢵ | ⢶ | ⢷ | ⢸ | ⢹ | ⢺ | ⢻ | ⢼ | ⢽ | ⢾ | ⢿ |
| U+28C0 | ⣀ | ⣁ | ⣂ | ⣃ | ⣄ | ⣅ | ⣆ | ⣇ | ⣈ | ⣉ | ⣊ | ⣋ | ⣌ | ⣍ | ⣎ | ⣏ |
| U+28D0 | ⣐ | ⣑ | ⣒ | ⣓ | ⣔ | ⣕ | ⣖ | ⣗ | ⣘ | ⣙ | ⣚ | ⣛ | ⣜ | ⣝ | ⣞ | ⣟ |
| U+28E0 | ⣠ | ⣡ | ⣢ | ⣣ | ⣤ | ⣥ | ⣦ | ⣧ | ⣨ | ⣩ | ⣪ | ⣫ | ⣬ | ⣭ | ⣮ | ⣯ |
| U+28F0 | ⣰ | ⣱ | ⣲ | ⣳ | ⣴ | ⣵ | ⣶ | ⣷ | ⣸ | ⣹ | ⣺ | ⣻ | ⣼ | ⣽ | ⣾ | ⣿ |

- Légende, point de code :
- alloué
- alloué (motif Braille étendu, avec un ou deux points sur une 4e rangée)